# 카타니아 대학교

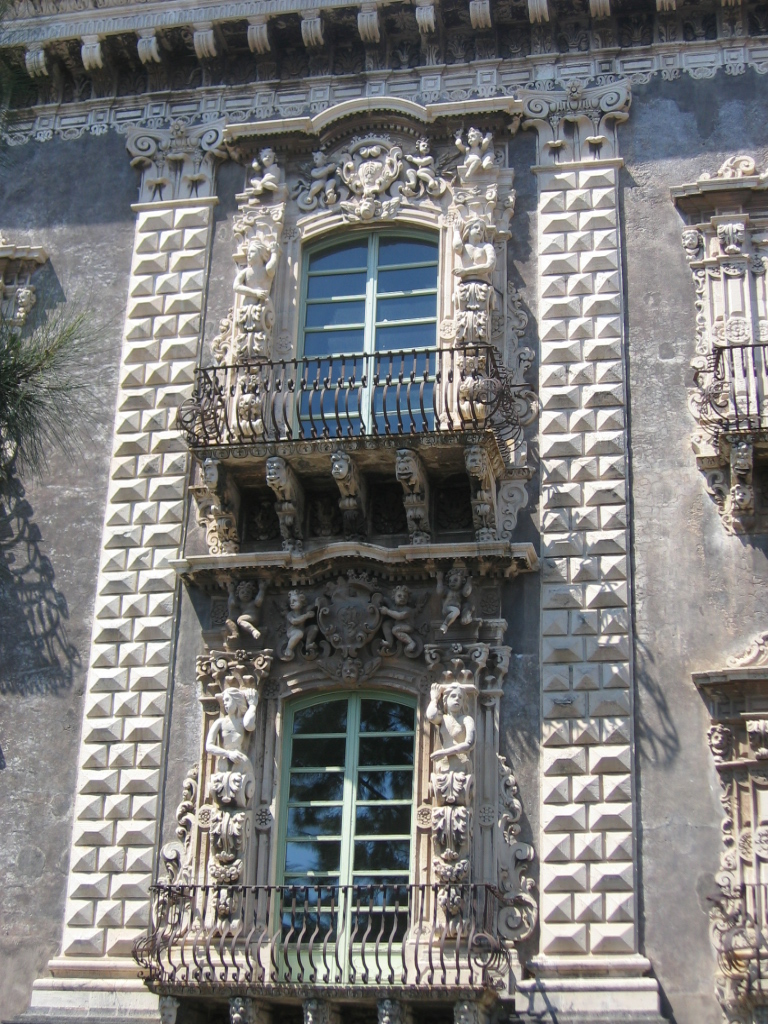
산 니콜로 라레나 수도원(Monastery of San Nicolò l'Arena)의 인문학부에서 본 카타니아 대학교의 세부 사항

카타니아 대학교(이탈리아어: Università degli Studi di Catania)는 이탈리아 시칠리아주 카타니아에 위치한 대학이다.

## 같이 보기
- 국제 의학 입학 시험
- 지속적으로 운영되고 있는 가장 오래된 대학 목록